# Erioptera palliclavata
Erioptera palliclavata är en tvåvingeart som beskrevs av Alexander 1936. Erioptera palliclavata ingår i släktet Erioptera och familjen småharkrankar. Inga underarter finns listade i Catalogue of Life.